# Sriwedari (Laweyan)
Sriwedari is een bestuurslaag in het regentschap Surakarta van de provincie Midden-Java, Indonesië. Sriwedari telt 3218 inwoners (volkstelling 2010).